# Nordseewerke

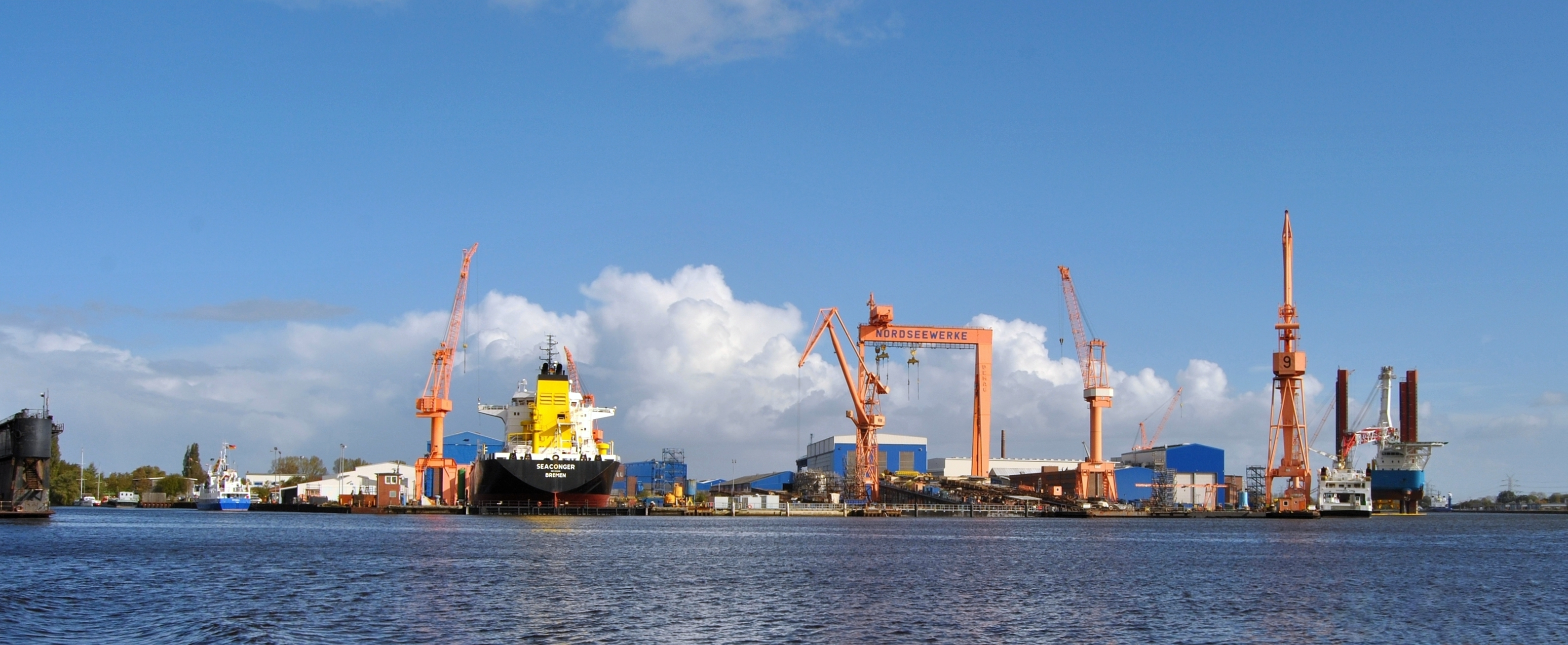
Вигляд на суднобудівельні потужності компанії «Нордзееверке» з боку гавані Емден. 2010

«Нордзееверке» (нім. Nordseewerke), повністю (нім. Nordseewerke Emden GmbH) — німецька суднобудівна компанія, що базувалася в гавані Емден у північнонімецькому місті Емден. Заснована в 1903 році, припинила своє існування в 2010 році, і власність компанії перейшла до Schaaf Industrie AG, яка, серед іншого, виробляє компоненти для офшорних систем.
У 2010 році на верфі працювало близько 1 400 осіб, і вона була другим за величиною роботодавцем в Емдені після заводу автомобільної компанії Volkswagen. У 2010 році судноверф відокремила судноремонтні потужності від суднобудівних, утворивши нову компанію Emder Werft und Dockbetriebe GmbH у своєму володінні. У новий судноремонтний підрозділ відійшов сухий док і два великих плавучих доки, а для суднобудування залишився сліп. Пізніше обидві верфі змінили власників і стали різними компаніями. Лише кілька колишніх співробітників верфі працювали у нового власника — компанії Schaaf, яка також збанкрутувала у 2012 році.